# 盐官州
鹽官州，是大元时设置的散州，由鹽官縣升格而置，属杭州路；後改為海寧州，今為浙江省海寧市。

## 歷史
元元贞元年（1295年），由於盐官县戶口繁多，故升格之、置鹽官州，仍属杭州路。泰定四年（1327年），都水少監張仲仁到鹽官州治水，並徵召萬人徭役，直至元文宗即位後水勢平定，方停止徭役徵召。鹽官州因故於天历二年（1329年）易名海宁州。